# Iranodon gorganensis
Iranodon gorganensis är en groddjursart som först beskrevs av Monique Clergue-Gazeau och Thorn 1979.  Iranodon gorganensis ingår i släktet Iranodon och familjen vinkelsalamandrar. IUCN kategoriserar arten globalt som akut hotad. Inga underarter finns listade i Catalogue of Life.
Denna salamander är bara känd från en grotta i norra Iran. Grottan ligger 310 meter över havet.
De vuxna djuren lever i en damm i grottan och grodynglen besöker vattendrag som går från dammen till området utanför grottan. Kring grottan finns tempererad skog.